# Platysoma germanum
Platysoma germanum är en skalbaggsart som beskrevs av Lewis 1907. Platysoma germanum ingår i släktet Platysoma och familjen stumpbaggar. Inga underarter finns listade i Catalogue of Life.